# Strongylognathus caeciliae
Strongylognathus caeciliae  (лат.) — вид муравьёв-рабовладельцев рода Strongylognathus из подсемейства Myrmicinae (Formicidae). Включён в Международную Красную книгу МСОП. Эндемик Европы: Испания. Длина около 3 мм. Тело желтовато-коричневое. Наличник полностью гладкий и блестящий (у близкого вида S. huberi он морщинистый). Соотношение минимального расстояния между лобными лопастями (lf = 0,28 мм) к максимальной ширине головы (lc = 0,66), исключая глаза (ILF = lf:lc*100) равно 42—44. Имеют саблевидные мандибулы без зубцов. Усики 12-члениковые (у самцов состоят из 10 сегментов), булава трёхчлениковая. Стебелёк между грудкой и брюшком состоит из двух члеников: петиолюса и постпетиолюса (последний четко отделен от брюшка), жало развито, куколки голые (без кокона).

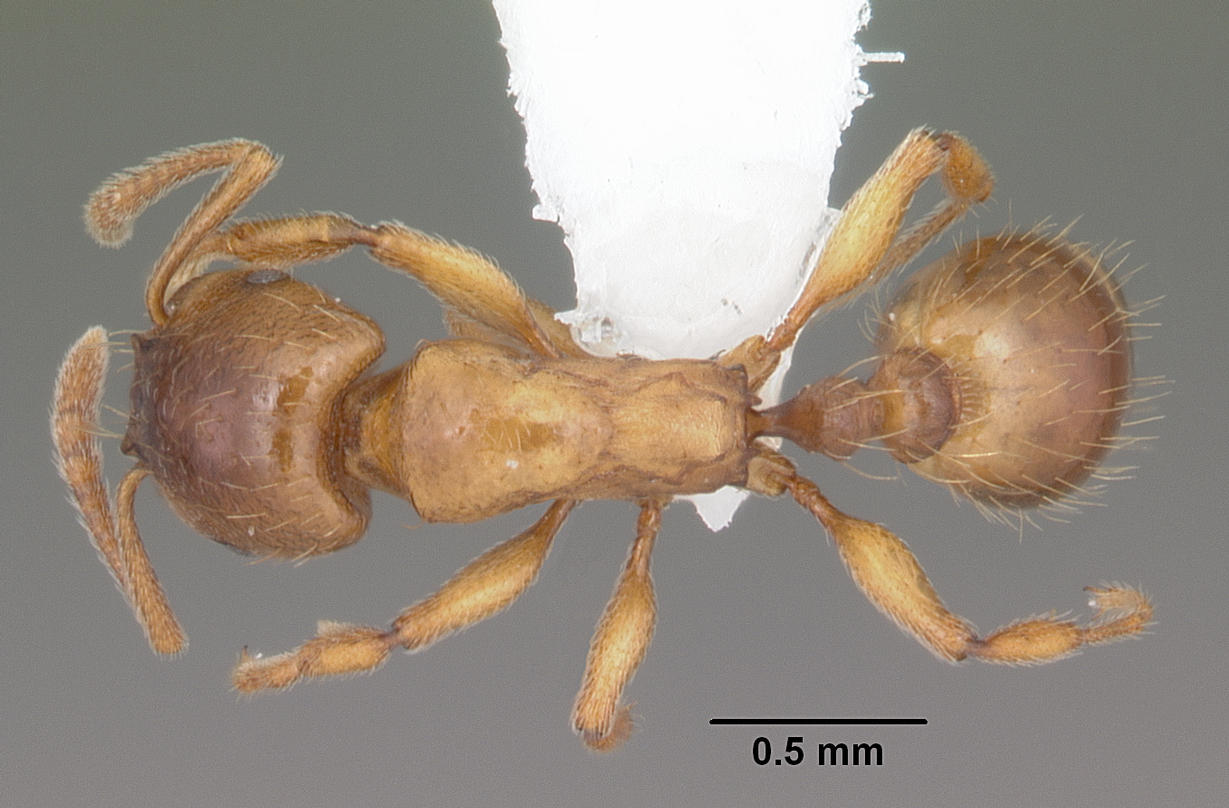
Вид сверху
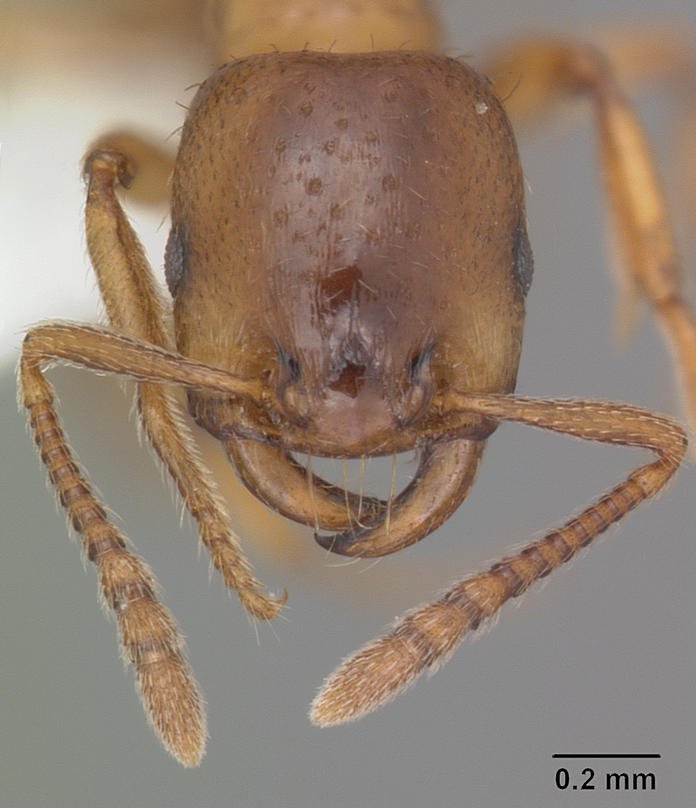
Голова